# 별 주위 원반

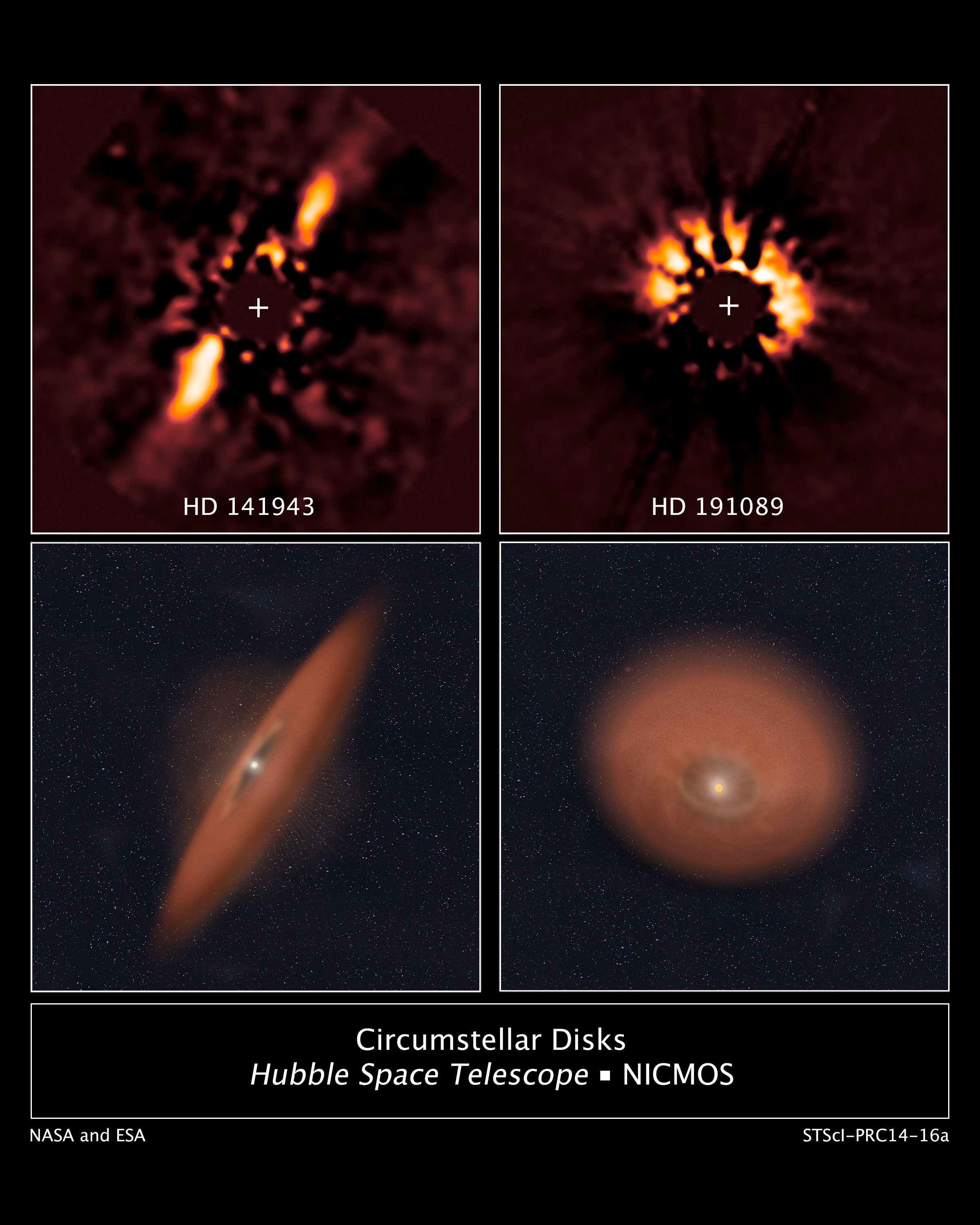
HD 141943과 HD 191089의 별 주위 원반.

별 주위 원반(circumstellar disc 또는 circumstellar disk)은 항성 주변 궤도에 토러스 모양으로 존재하는 기체, 우주진, 미행성, 소행성 등을 말한다. 젊은 별 주변의 별 주위 원반은 행성이 생겨날 수 있는 곳이고, 어느 정도 성장한 별의 주변의 별 주위 원반은 미행성 형성이 이루어졌다는 뜻으로 받아들일 수 있으며, 백색왜성 주변의 별  주위 원반은 행성 물질이 항성의 진화 과정을 전부 살아남은 것이다. 별 주위 원반은 다양한 형태로 검출할 수 있다.

## 원시별
흔히 성운설로 칭하는 항성 형성 이론에 따르면, 젊은 별(원시별)은 거대 분자운의 물질이 중력 붕괴하며 형성된다. 떨어지는 물질은 각자의 각운동량을 보존해, 자전하는 원시별 주변에 원시 행성계 원반이 형성된다. 원시 행성계 원반에는 중심별 질량의 몇 퍼센트가량이 있으며, 대부분은 기체 수소이다. 원반의 강착률은 보통 연당 10−7 ~ 10−9 태양질량이다.
중심별이 황소자리 T형 항성 단계로 접어들며 원반이 냉각되어, 암석과 얼음으로 이루어진 먼지가 생겨 미행성이 만들어진다. 원반의 질량이 충분히 크다면 강착이 다시 강하게 일어나 원시 행성이 생겨난다. 행성의 형성은 항성이 만들어지면서 일어나는 자연적인 현상으로 여겨지고 있다. 태양 정도 별은 보통 행성을 만드는 데 1억 년 가량 걸린다.

## 태양계

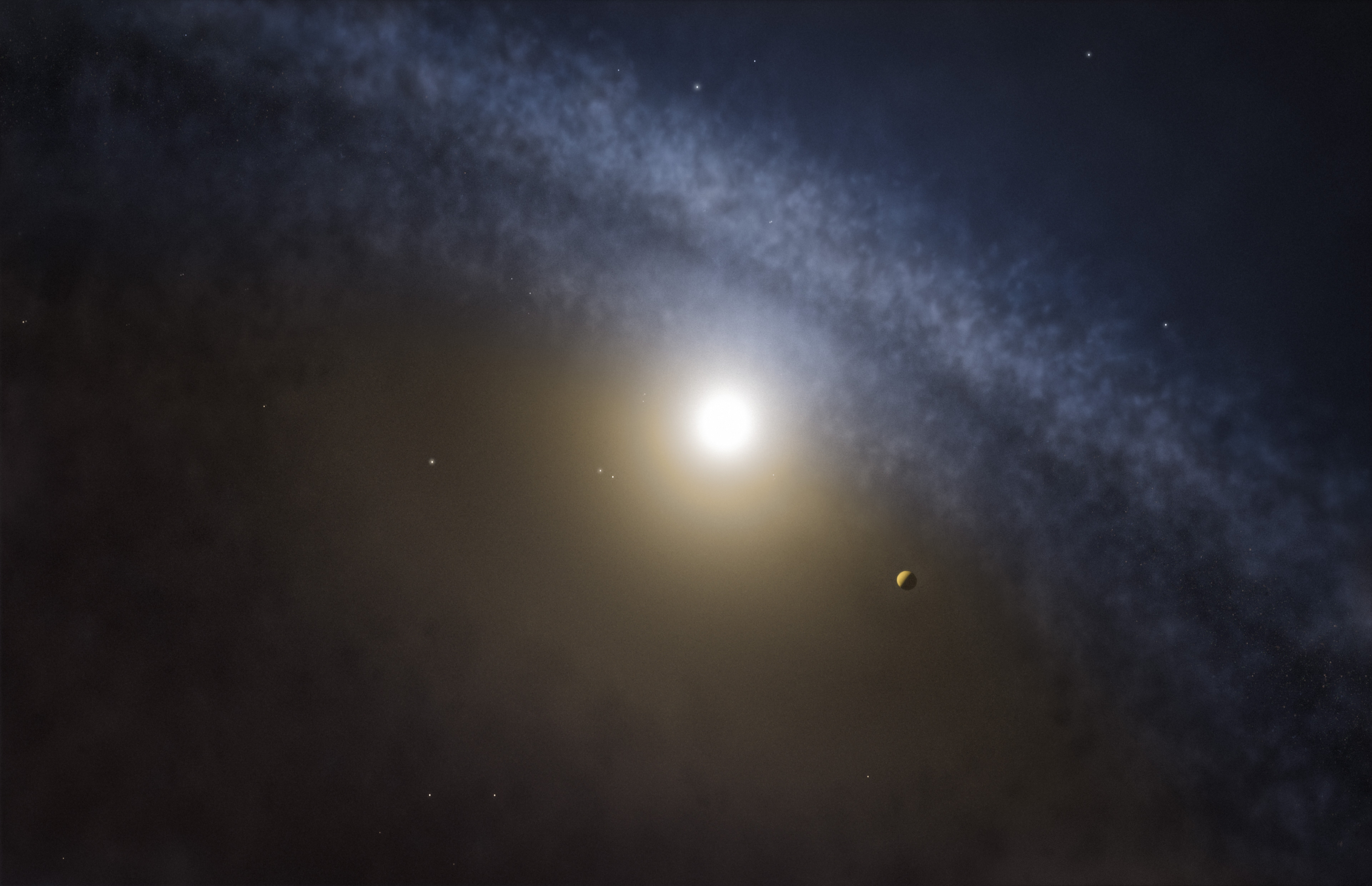
원시별 주변 원반의 상상도.

- 소행성대: 화성과 목성 사이에 존재한다.
- 카이퍼대와 산란원반: 해왕성 궤도 바깥에 존재한다.
- 힐스 구름: 오르트 구름 안쪽만 토러스 모양이며, 바깥쪽은 구형에 가깝다.

## 쌍성계

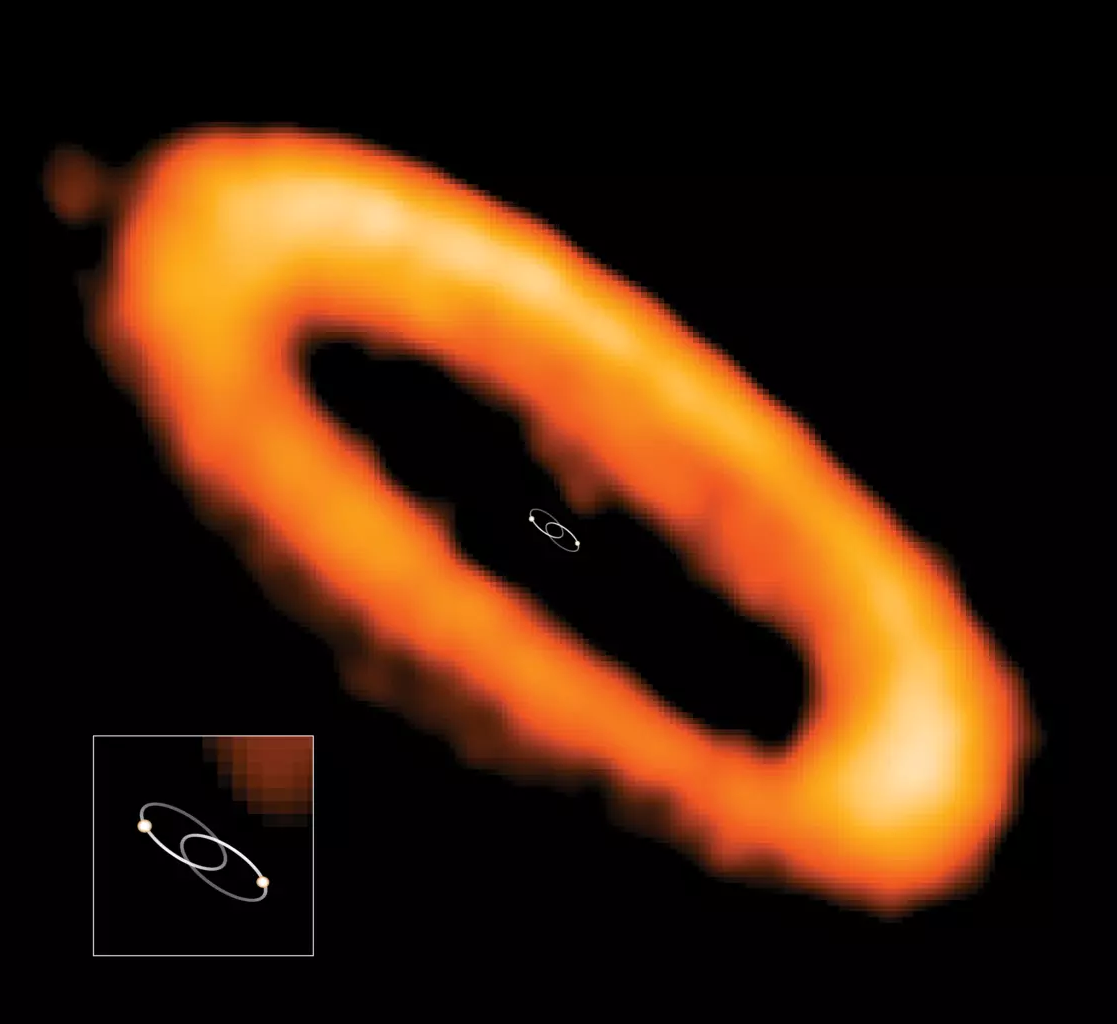
이중성 전갈자리 AK의 쌍성 주위 원반. 사진은 ALMA로 촬영하였다.

쌍성계로 낙하하는 기체는 기체가 각운동량을 가지고 있는 한, 별 주위 원반을 형성할 수 있다. 각운동량이 증가함에 따른 원반 형성 과정은 다음과 같다.
- 주성 주위 원반(Circumprimary disc)은 쌍성계의 주성 (더 무거운 별) 주변의 원반으로,[5] 기체가 각운동량을 가지고 있기만 한다면 형성될 수 있다.[5]
- 동반성 주위 원반(Circumsecondary disc)은 쌍성계의 동반성 (더 가벼운 별) 주변의 원반으로, 기체가 갖고 있는 각운동량의 양이 커야만 형성된다. 필요한 각운동량의 양은 주성과 동반성의 질량비에 따라 달라진다.
- 쌍성 주위 원반(Circumbinary disc)은 쌍성계의 두 별을 모두 도는 원반으로, 주성 주위 원반과 동반성 주위 원반보다 나중에 형성된다. 쌍성 주위 원반의 질량 최대치는 0.005 태양질량이며,[6] 이보다 크면 쌍성계의 두 별이 기체를 끌어당겨 주성 주위 원반이나 동반성 주위 원반으로 흡수한다.[5] 쌍성 주위 원반의 예시는 황소자리 GG이다.[7]

쌍성계에서 별 주위 원반이 형성되면 두 쌍성이 가하는 돌림힘이 달라 원반 내에 나선형 밀도파가 생기게 된다. 원반 대부분은 쌍성의 공전면과 평행하게 만들어지지만, 바딘-페터슨 효과, 비정렬된 쌍극자 자기장, 복사압으로 인하여 처음에는 평탄했던 원반이 뒤틀리거나 기울어질 수 있다.
기울어진 원반의 예시는 Her X-1, SMC X-1, SS 433으로, 엑스선이 주기적으로 50 ~ 200일마다 막히는 현상이 일어나는데, 이 주기는 쌍성의 공전 주기(약 1일)보다 훨씬 길다. 엑스선이 막히는 현상은 주성 주위 원반이나 동반성 주위 원반의 세차 운동으로 인해 나선형 밀도파가 생겨 발생하는 것으로 추정된다.
기울어진 쌍성 주위 원반의 존재 여부는 별 주위 원반의 일그러진 모양, 원시별 제트의 세차운동, 행성의 기울어진 궤도를 통해서도 추정할 수 있다. 주성과 동반성 간 질량비가 작은 쌍성계의 원반은 몇 년을 주기로 강한 세차운동이 일어나고, 질량비가 1:1인 경우는 돌림힘의 차이가 커 원반이 2개 이상으로 찢어지게 된다.
2020년 ALMA 데이터를 이용한 연구에서, 주기가 짧은 쌍성 주변의 원반은 쌍성의 궤도와 정렬되어 있으나, 주기가 길어질수록 궤도와의 비정렬이 커지는 경향을 보임이 밝혀졌다.

## 먼지

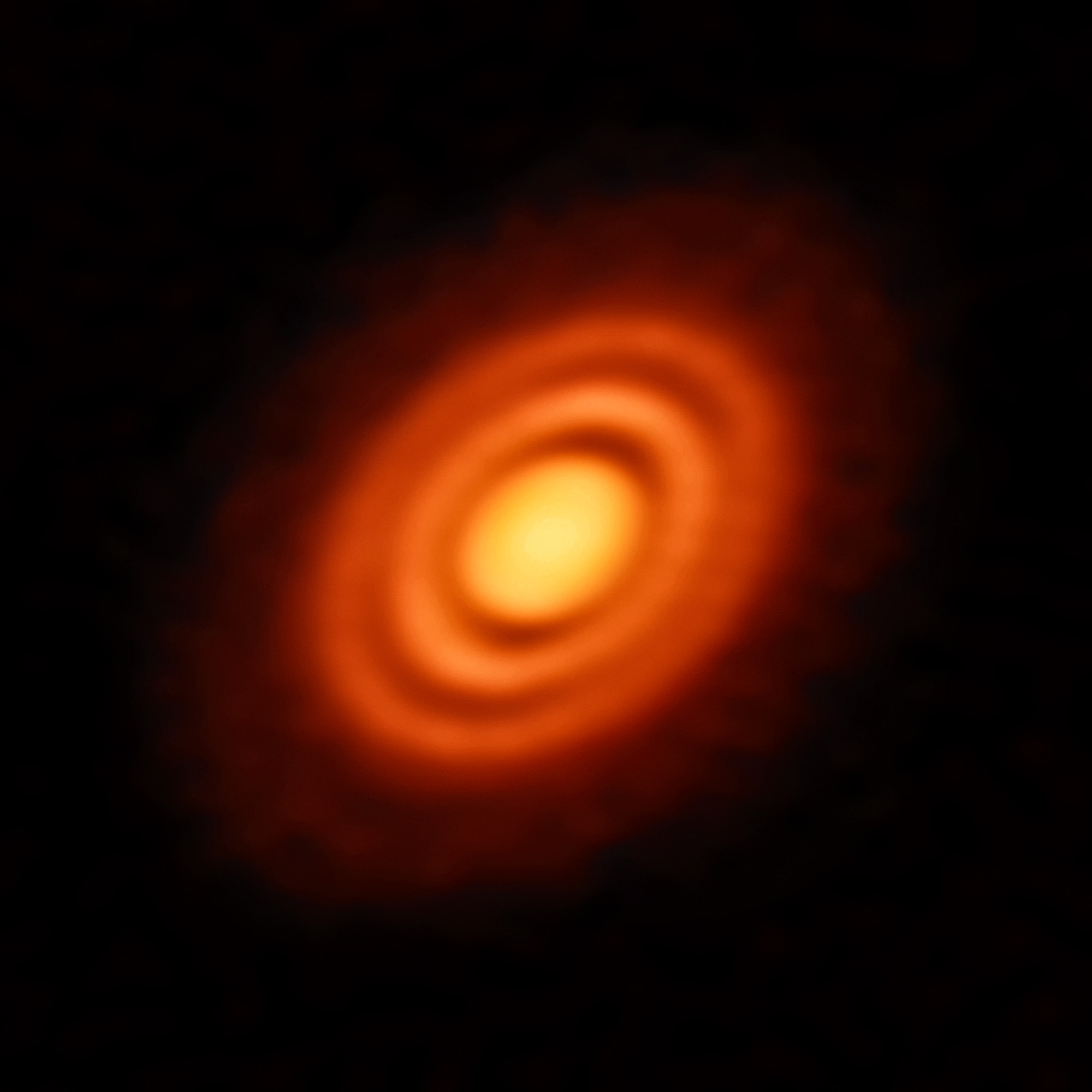
원시별 HD 163296 주변을 둘러싼 원시 먼지 구름.

- 먼지 원반: 미행성과 미행성 간의 충돌 및 증발로 생긴 먼지 및 소량의 기체가 존재한다. 기존에 있던 기체와 먼지 대부분은 흩어졌거나 행성으로 합쳐졌다.[14]
- 행성간 먼지 구름: 소행성 간 충돌이나 혜성에서의 증발로 인해 생긴 물질이 지구에서 황도를 따라 빛줄기로 보인다.
- 외계 황도 먼지: 다른 별에서 온 먼지로 인해 황도광과 유사하게 빛줄기로 보인다.

## 진화 단계

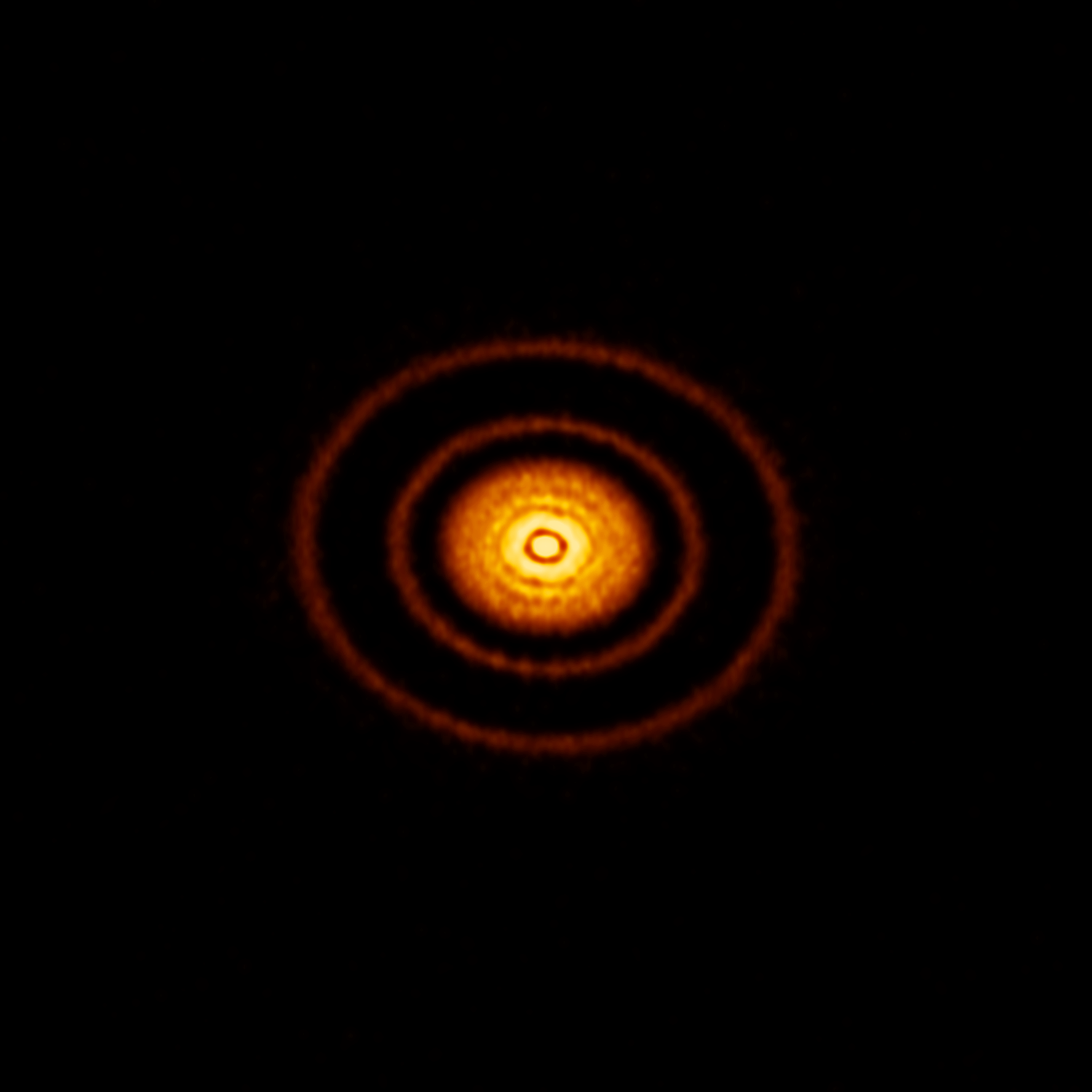
AS 209의 원시 행성계 원반.

별 주위 원반의 진화는 구조와 구성 성분이 바뀌는 방식으로 일어나며, 진화 중 미세한 입자가 서로 뭉처 미행성이 되었다가 태양계처럼 행성계를 만들기도 한다.
별 주위 원반의 주요 진화 단계는 다음이 있다.
- 원시 행성계 원반: 많은 원시 물질(기체와 먼지)이 존재하며 행성을 형성할 수 있을 정도로 질량이 크다.
- 전이 원반(Transition disc): 원시 행성계 원반이 먼지 원반으로 변할 때 거쳐가는 단계로, 원반의 크기가 크게 감소한다.
- 먼지 원반: 별 주위 원반이 옅은 먼지 원반으로 변해, 기체가 없어지는 정도까지 간다. 먼지의 수명이 원반의 나이보다 작기 때문에, 먼지 원반은 처음부터 존재했던 것이 아니라 추후 생성된 것으로 여겨진다.

## 원반의 해체

이 별은 젊은 별인 오리온자리 V1247로, 역학적으로 활동적인 기체와 먼지 원반으로 둘러싸여 있다.

원반이 진화하는 가장 큰 이유는 물질의 소실로, 중심별의 질량과 별 주위 원반에서의 물질 소실을 관측하면 별 주위 원반의 진화 단계를 알 수 있음이 알려져 있다. 예를 들어, 전이 원반의 물질 소실을 관측하여, 별 주위 원반의 평균 나이가 1,000만 년 가량임을 밝혀냈다.
각 단계에서의 물질 소실 과정과 기간은 정확히 알려져 있지 않으며, 별 주위 원반의 해체 과정을 설명하기 위한 여러 이론이 제기되어 있다. 먼지의 크기 증가로 인한 투명도 감소, 중심별에서의 항성풍으로 인한 물질의 광증발, 거대 행성의 형성으로 인한 역학적 영향이 대표적인 가설이다.
원반 물질의 소실은 원반의 지역에 따라 다르게 일어나는데, 크게 내부, 중부, 외부로 나눌 수 있다.
내부 원반 소실은 원반의 내부(< 0.05 - 0.1 AU)에서 일어난다. 별에 가장 가까운 지역이기 때문에 온도가 높아 근적외선을 방출한다. 경험적으로 원반 안쪽에서 일어나는 강착과 별의 물질 방출 간에는 관계가 있음이 밝혀져 있다.
중부 원반 소실은 원반의 중부(1~5 AU)에서 일어나며, 내부보다 물질의 온도가 더 낮아 파장이 더 긴 중적외선을 방출하여 검출이 어려워, 원반 중부의 지속 기간 연구에 어려움이 있다. 지속 기간 추정치는 1000만 ~ 1억 년 사이로 범위가 넓다.
외부 원반 소실은 50 ~ 100 AU 지역에서 일어나며, 온도가 매우 낮아 방출선이 밀리미터파 까지 내려간다. 이 지역 먼지의 전체 질량은 ~ 10−5 태양질량 정도이다. 1000만 ~ 10억 년 정도 된 먼지를 연구한 결과 먼지의 질량은 10−8 M☉정도로, 외부 원반의 해체는 매우 오랜 기간에 걸쳐 일어남을 시사하고 있다.
단위 면적당 질량의 양인 원반 표면의 밀도 {\displaystyle \Sigma }를 통해 수직 방향까지 포함해 입체에 대한 밀도는 {\displaystyle {\frac {\partial \Sigma }{\partial t}}={\frac {3}{r}}{\frac {\partial }{\partial r}}\left[r^{1/2}{\frac {\partial }{\partial r}}\nu \Sigma r^{1/2}\right]}로 주어지며, 여기서 {\displaystyle r}은 해당 위치의 중심으로부터의 반지름이며 {\displaystyle \nu }는 위치 {\displaystyle r}에서의 점성도이다. 이 식 자체는 대칭 원반을 기준으로 하지만, 어떠한 원반 구조에서도 사용할 수 있다.
분자의 종류나 난류의 여부 등에 상관 없이, 원반이 갖고 있는 자체 점성으로 인해 원반의 각 운동량이 바깥쪽으로 옮겨가게 되며, 결과적으로 중심의 천체 하나로 강착되게 된다. {\displaystyle {\dot {M}}}으로의 강착을 점성도 {\displaystyle \nu }로 나타내면 {\displaystyle {\dot {M}}=3\pi \nu \Sigma \left[1-{\sqrt {\frac {r_{\text{in}}}{r}}}\right]^{-1}}이며, 여기서 {\displaystyle r_{\text{in}}}는 내부 반지름이다.

## 같이 보기
- 강착 원반
- 별 주위 외피층
- 외계 행성
- 태양계의 형성과 진화
- KIC 8462852 − 태비의 별 - 비정상적인 밝기 감소
- WD 1145+017 - 중심별이 행성을 부숨에 따라 원반이 형성됨